# Università di Stirling
L'Università di Stirling (University of Stirling in inglese) è un'università pubblica di Stirling, in Scozia nel Regno Unito.

## Storia
Fondata dopo l'entrata in vigore del decreto del Royal Charter nel 1967, essa rientra fra le cosiddette plate glass university. A partire dalla sua fondazione, giunse ad avere fino a quattro facoltà, una scuola di management, un istituto di specializzazione e una serie di istituti e centri.

## Struttura
Il campus universitario si trova ai piedi delle Ochil Hills, misura circa 1,5 km quadrati e incorpora lo Stirling University Innovation Park, il Dementia Centre e lo storico castello di Airthrey nonché aree naturali selvatiche e un lago.  L'istituzione occupa anche edifici nella città di Stirling e dispone di altri due campus a Inverness e Stornoway.